# アメリカスズメウリ

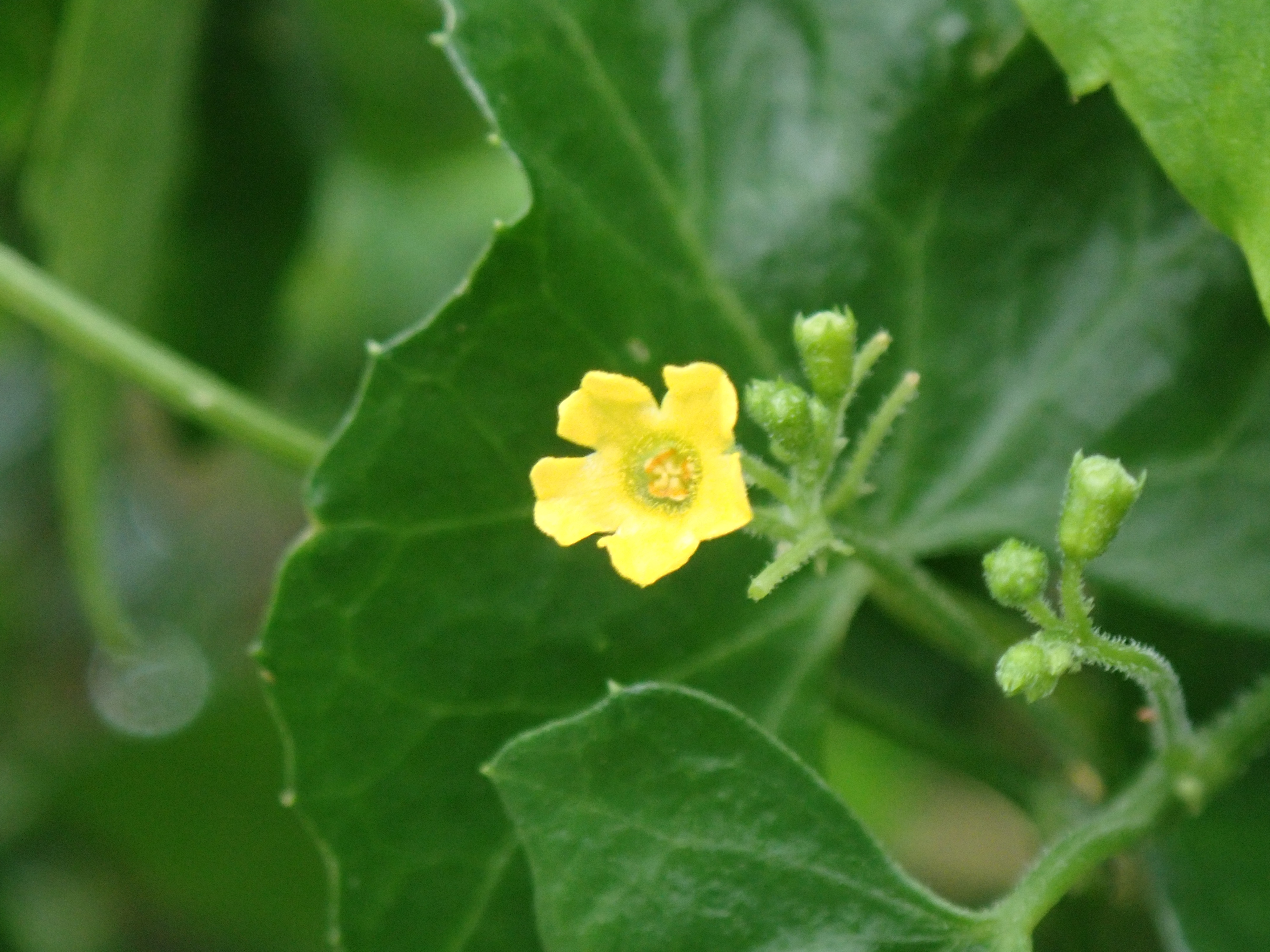
雄花（2025年4月 沖縄県石垣市）

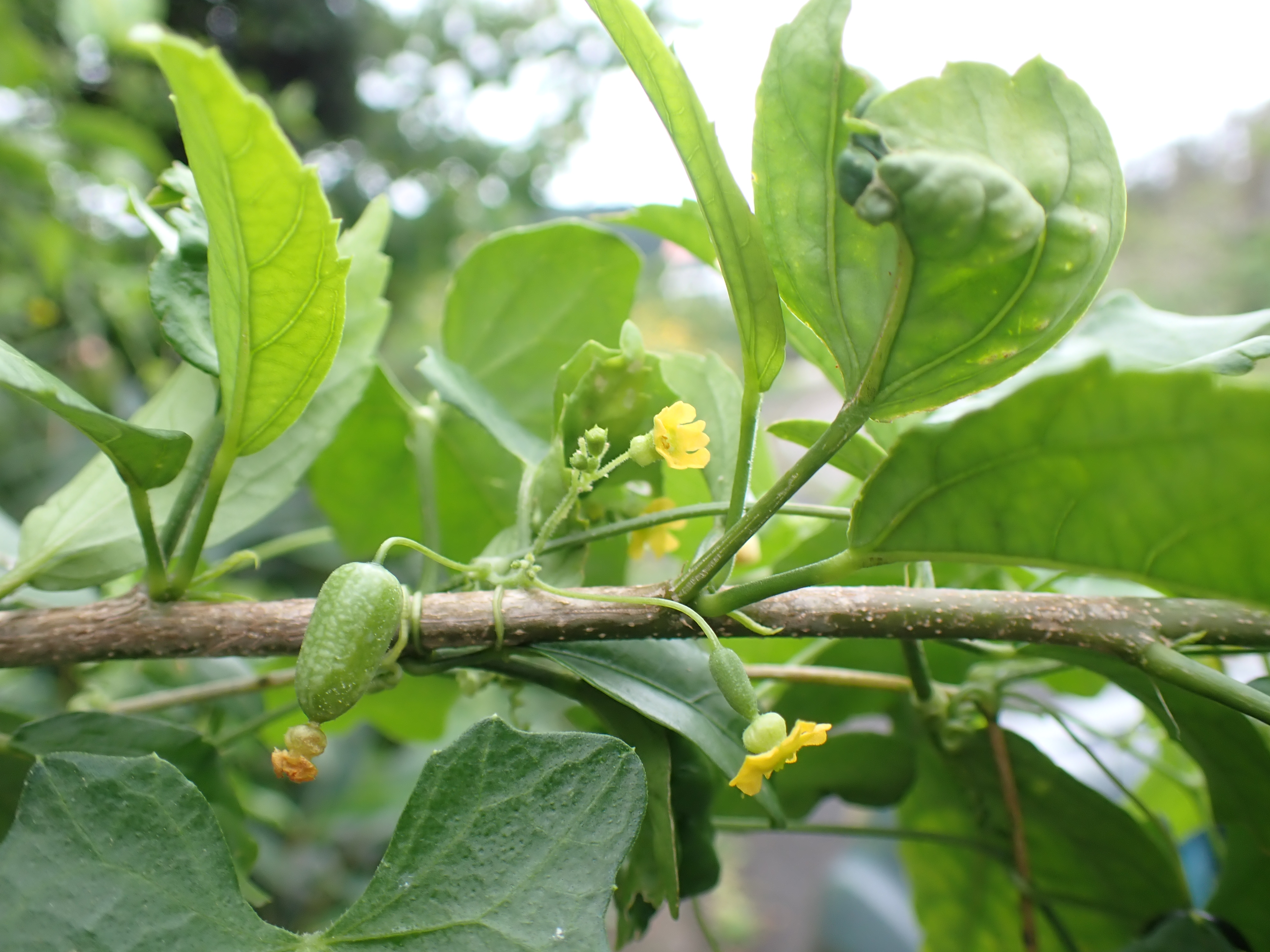
花と未成熟果実（2025年4月 沖縄県石垣市）

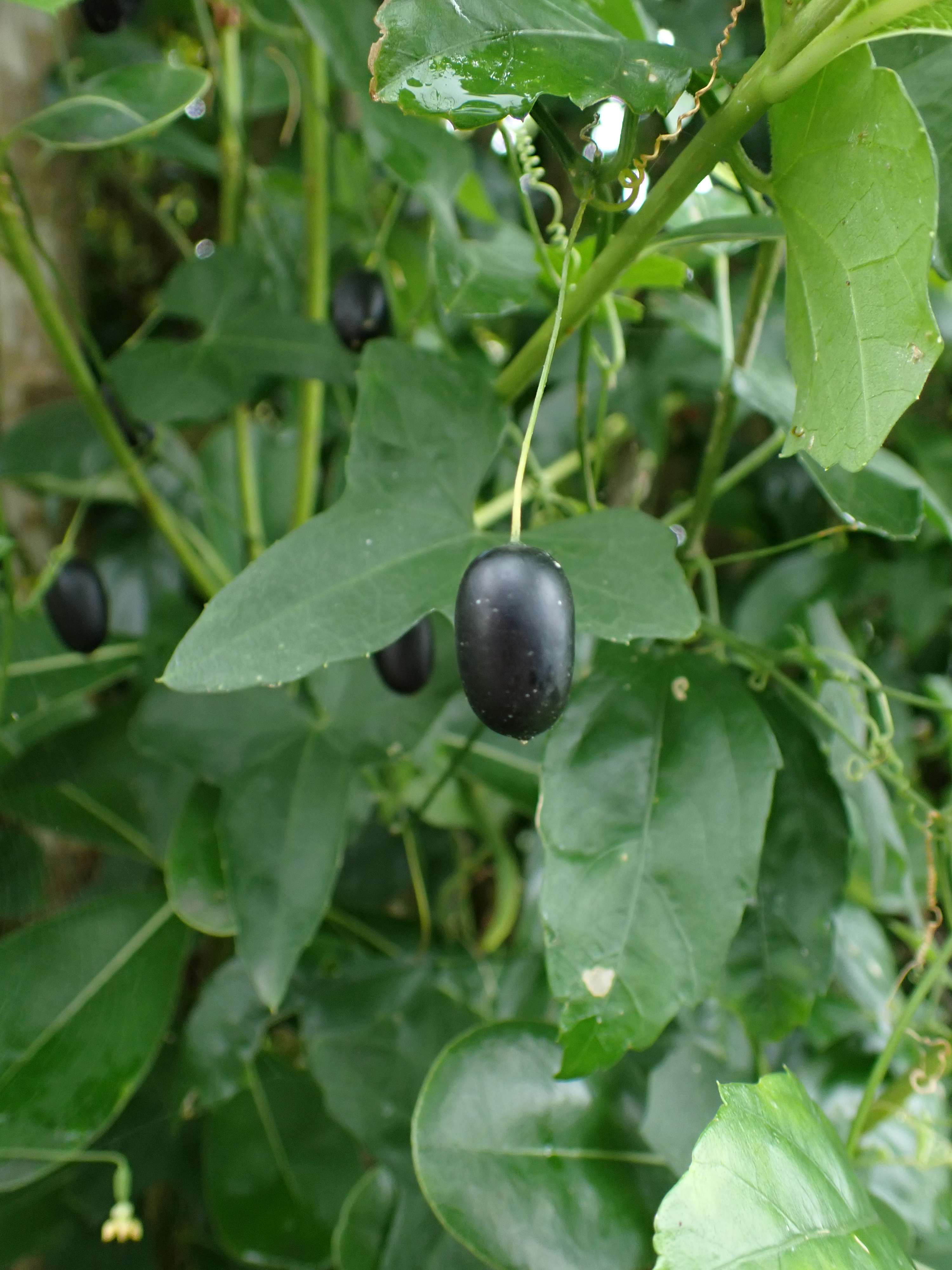
長い果柄と果実（2025年4月 沖縄県石垣市）

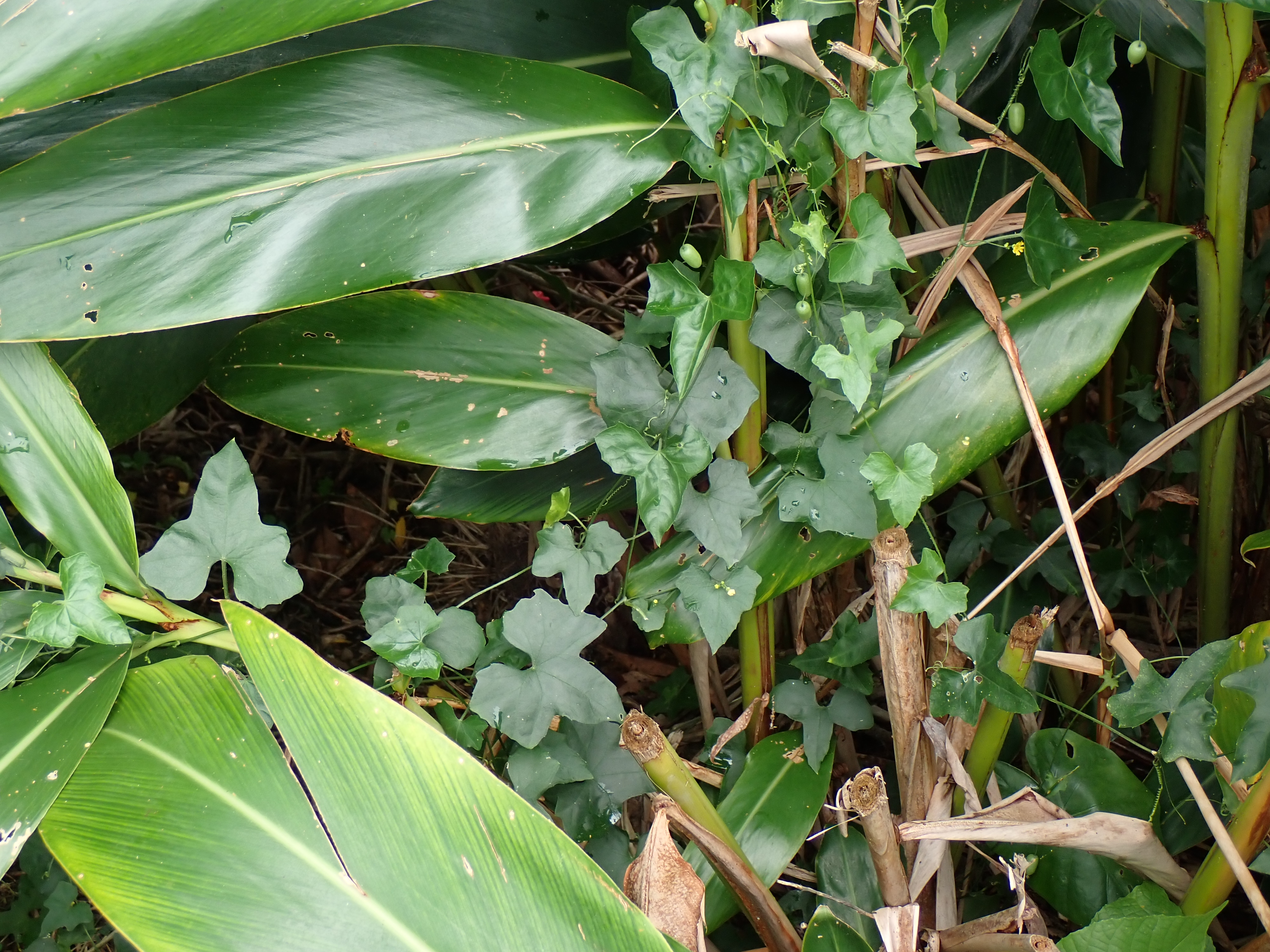
ゲットウへ這い上がるアメリカスズメウリ（2025年4月 沖縄県石垣市）

アメリカスズメウリ（学名：Melothria pendula）はウリ科アメリカスズメウリ属のつる性一年生草本。帰化植物。

## 特徴
茎は緑色で針金状、巻きひげで他の者に巻き付いて伸びる。長さは2–4 mほど。葉は互生し、両面有毛。葉身は五角形に近い形状で、深裂する葉もあり、葉先は鋭形～鈍形、基部は心形。葉柄の長さは約2 cm。雄花は葉腋から出る長さ約2 cmの花序柄に5–6個付き、花柄は長さ5 mmほど。雌花の花柄は長さ約2 cmで、葉腋に単生する。雄花と雌花の花冠は同じ形で、径8 mmほど、黄色で裂片先端が凹む。果実は長楕円形で長さ約1.5 cmほど。若い果実の表面には白斑がまだら状にある。熟すると黒紫色になり、長い果柄にぶらさがる。
在来種のクロミノオキナワスズメウリZehneria guamensisに似るが、花冠裂片先端が凹むことで区別できる。

## 分布と生育環境
北米～南米原産で、中国南部、台湾、東南アジアへ移入。日本では1989年に岡山県内で、その後も神奈川県など各地で確認されている。沖縄県内ではサトウキビ畑など各所でみられ、繁茂すると日光を遮り作物の成長を阻害する等の理由から注意喚起されている。直近では西表島でも確認され、今後の動向が注視されている。